# Хотум
Хотум (пол. Chotum) — село в Польщі, у гміні Цеханув Цехановського повіту Мазовецького воєводства.
Населення — 218 осіб (2011).
У 1975-1998 роках село належало до Цехановського воєводства.

## Демографія
Демографічна структура станом на 31 березня 2011 року:
|          | Загалом | Допрацездатний вік | Працездатний вік | Постпрацездатний вік |
| -------- | ------- | ------------------ | ---------------- | -------------------- |
| Чоловіки | 102     | 25                 | 69               | 8                    |
| Жінки    | 116     | 21                 | 72               | 23                   |
| Разом    | 218     | 46                 | 141              | 31                   |